# Margriet Hoenderdos
Margriet Hoenderdos (Santpoort, 6 mei 1952 – Amsterdam, 14 oktober 2010) was een Nederlands componiste.

## Opleiding
Margriet Hoenderdos volgde de studie compositie bij Ton de Leeuw aan het Amsterdams Conservatorium, waar zij ook in de elektronische studio werkte. Daarvoor studeerde zij piano aan het Conservatorium te Zwolle bij Thom Bollen en volgde zij lessen Hedendaagse Muziek bij Jos Kunst. Zij voltooide haar studie compositie in 1985 met het behalen van de Prijs voor Compositie.

## Loopbaan
Hoenderdos gaf lessen hedendaagse muziek aan de Zwolse muziekschool, waar zij van 1977 tot 1987 tevens een aanstelling had als pianolerares. Sinds 1987 was zij uitsluitend werkzaam als componist. In 1999 stond haar werk centraal tijdens de Rumori dagen. In 2008 beleefden tegelijkertijd acht werken van Hoenderdos hun eerste uitvoering in de Witte Dame in Eindhoven. Op 6 mei 2012 gingen postuum vier werken in première in het Bethaniënklooster te Amsterdam.

## Composities
Hoenderdos componeerde vooral kamermuziek, maar ook werk voor andere bezettingen, onder meer ter begeleiding van dans- en mimevoorstellingen. Sinds 1990 vormden de maand en het jaar van voltooiing de naam van de compositie.
Een onvolledige lijst:
- July '90 voor orkest, uitgevoerd tijdens de Nederlandse Muziekdagen 1990 door het Radio Filharmonisch Orkest onder leiding van Lucas Vis.
- December '91 voor twee es-klarinetten,
- Januari '94 voor slagwerk,
- Augustus '93 voor strijkkwartet, meermalen uitgevoerd door het Quatuor Danel, dat tevens de première van
- Maart '98 voor strijksextet verzorgde.
- Februari '01 voor twee trombones,
- December ’02 voor altviool
- Januari ’03 voor altviool
- Juli ‘03 voor marimba
- December '03 voor bariton en piano
- Maart '05 voor trompet
- Oktober ’03 voor bas
- September ’04 voor viool
- Maart ’05 voor trompet
- Mei ’06 voor sopraan, piano, trompet, altviool, marimba en contrabas, op tekst van Bas Geerts. Gecomponeerd voor het Zes Solisten Ensemble,
- Juli ’06 voor sopraan op tekst van Bas Geerts

## CDs
- Es verjüngt sich nach unten, Guus Janssen - CVCD 8703
- December '91, Michal Marang en Ivar Berix - Next Level Audio Recordings
- January '94, Arnold Marinissen - BVHaast 0503 LC 10235
- June '02, Duo Dubbelduet - SOLClassics sol004

## Bron en externe link
- nederlandsmuziekinstituut.nl
- Website Donemus muziekencyclopedie.nl

- Gemeinsame Normdatei: 1089757433
- International Standard Name Identifier: 0000 0000 2534 8899
- Library of Congress Control Number: n85269668
- Nederlandse Thesaurus van Auteursnamen: 317239562
- Virtual International Authority File: 59509993
- WorldCat: E39PBJg8M3jBMbRTXdtDYM6kDq